# Любсько
Любсько (пол. Lubsko, нім. Sommerfeld) — місто в західній Польщі.
Належить до Жарського повіту Любуського воєводства.

## Демографія
Демографічна структура станом на 31 березня 2011 року:
|          | Загалом | Допрацездатний вік | Працездатний вік | Постпрацездатний вік |
| -------- | ------- | ------------------ | ---------------- | -------------------- |
| Чоловіки | 7181    | 1445               | 5073             | 663                  |
| Жінки    | 7593    | 1291               | 4591             | 1711                 |
| Разом    | 14774   | 2736               | 9664             | 2374                 |